# Primul Război din Indochina
Primul Război din Indochina (cunoscut de asemenea și cu numele de Războiul Franța  Indochina, Războiul antifrancez, Războiul franco-vietnamez, Războiul franco-Vietmin, Războiul Indochinez, Războiul murdar în Franța, și Războiul de rezistență antifranceză în Vietnamul contemporan), se spune că a început în Indochina Franceză pe 19 decembrie 1946 și a durat până la 1 august 1954. De fapt, lupta între forțele franceze și adversarii lor, Viet Min-ul, datează din luna septembrie 1945. 
Conflictul a antrenat o serie de participanți, inclusiv Corpul Expediționar Francez, condus de Franța și susținută de către Armata Națională Vietnameză a împăratului Bao Đại împotriva Viet Min-ului, condus de Ho Și Min și Vo Nguyen Giap. Cele mai multe lupte au avut loc în Tonkin, în nordul Vietnamului, deși conflictul a cuprins întreaga țară și, de asemenea, s-a extins în țările vecine al Protectoratului Francez din Indochina, Laos și Cambodgia.
După reocuparea de la sfârșitul celui de-al Doilea Război Mondial a Indochinei de către francezi, în zona care a căzut sub ocupație japoneză, Viet Min a lansat o rebeliune împotriva autorităților franceze care guvernau coloniile franceze din Indochina. Primii ani de război au avut ca rezultat o insurgență la nivel rural față de autoritatea franceză. Cu toate acestea, după ce comuniștii chinezi în 1949 au ajuns la granița Vietnamului de Nord, conflictul s-a transformat într-un război convențional între două armate, echipate cu arme moderne, furnizate de către Statele Unite și Uniunea Sovietică. 
Forțele Uniunii franceze includeau trupele coloniale din fostul imperiu (din Maroc, Algeria, Tunisia, Laos, Cambodgia, Vietnam și minorități etnice), trupele franceze profesioniste și unitățile Legiunii străine. Utilizarea a recruților din orașele franceze a fost interzisă de către guvern pentru a preveni ca războiul să devină din ce în ce mai nepopular în Franța. În Franța războiul a fost numit „războiul murdar” (La salle guerre) de către intelectuali de stânga din Franța (inclusiv scriitorul Jean Paul Sartre).

## Origini

### Situația istorică

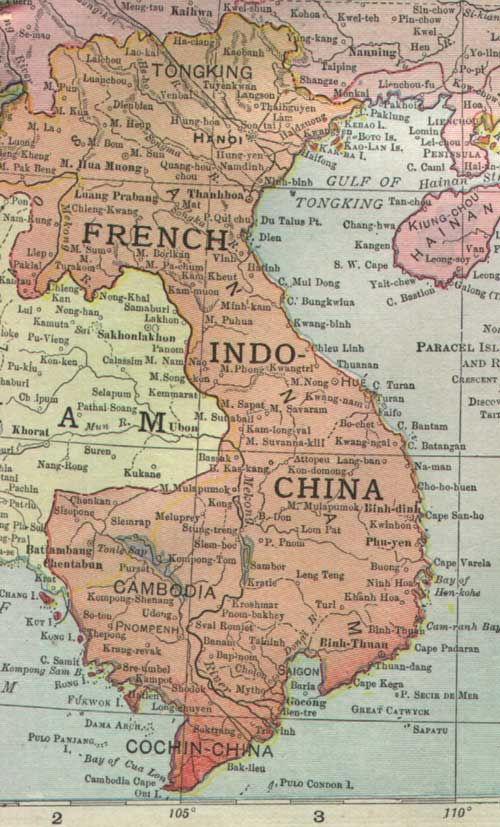
Indochina franceză.

În 1884, Franța a colonizat Cocincin, Annam, Tonkin,  Laos, și Cambogia cu numele de Indochina Franceză.
În timpul primului război mondial, Annamiții, numele dat până în 1945 vietnamezilor au ajutat la efortul de război pe linia frontului și în fabricile franceze.
În 1920 și la începutul anilor 1930, odată cu revolta Vinh și revolta Yen Bai (evocat în 1992, de filmul francez Indochina), închisorile, ca de exmplu închisoarea Pulo Condor, au contribuit la dezvoltarea naționalismului în direcții foarte diferite:
- Regaliștii Curții Hue, ca familia Ngo Dinh Diem: tatăl său a fondat Școala Națională "Quoc Hoc" din Hue, frecventat de Ngo Dinh Diem și apoi de Ho Și Min. Primul dintre toți este, cu siguranță Prințul Vinh San (1899-1945) înscăunat în 1907 sub numele dinastic de "împăratul Duy Tan", detronat în 1916, exilat de către autoritățile coloniale care a murit misterios pe 26 decembrie 1945 într-un accident de avion în Africa Centrală, la scurt timp după declarația de independență a Vietnamului, de la 2 septembrie 1945.

- Pro-japonezii, care au fondat Partidul "Dai Viêt", după intelectualul naționalist Phan Boi Chau, un pionier al naționalismului vietnamez a secolului XX, exilat în Japonia de către administrația colonială franceză.

- Partidul naționalist pro-chinez VNQDĐ (Việt Nam Quốc Dân Đảng), apropiat de Kuomintangul lui Sun Iat-sen și Chiang Kai-Shek, care au lansat revolta eșuată Vin și revolta Yen Bai  în 1920 și 1930.

- Pacifiști de Phan Châu Trinh (bunicul lui Nguyên Thi Binh).

- Comuniștii de la Partidul Comunist Indochinese (PCI), fondat în 1930 de către Nguyen Quoc Ai (mai târziu numit Ho Și Min), în Hong Kong. În Vietnam PCI a fost cel mai importante grup naționalist.

### Consecințele celui de-Al Doilea Război Mondial
În timpul celui de-Al Doilea Război Mondial ocupația japoneză le-a arătat vietnamezilor slăbiciunea colonizatorului lor: administrația franceză, comandată acum direct de guvernul de la Vichy, care din varii motive colabora cu Japonia imperialistă, acorda diferite concesii economice și militare Japoniei.
Într-adevăr, slăbiciunea situației forțelor franceze din Vietnam și izolarea lor lăsa puține opțiuni în negocierile cu japonezii: negocierea era respinsă de japonezi și japonezii își impuneau dorița.
Acest lucru a contribuit la dezvoltarea naționalismului vietnamez. În acel moment vietnamezii luptau împotriva japonezilor de partea Aliaților.  După Revoluția din august și capitularea Japoniei, în septembrie 1945 Ho Și Min a declarat independența Vietnamului.
În epoca Armistițiului din 1940 și de la crearea Regimului de la Vichy, Indochina franceză a fost administrată de generalul Georges Catroux (numit în august 1939), care a încercat să rezolve problemele cu Siamul și Japonia, însă activitatea sa a nemulțumiți noul guvern - în special  facilitățile acordate japonezilor - fiind înlocuit de amiralul Jean Decoux. În cele din urmă, fiind complet izolat de Franța, având forțe militare insuficiente cu care să acopere întreaga peninsulă, noul guvernator al Indochinei în cele din urmă a început să cedeze tot mai mult japonezilor. Astfel, armatele japoneze au fost autorizate să se deplaseze liber de la granița cu China până la granița cu Siam (din 1939 redenumit Tailanda). Trebuie remarcat faptul că general Catroux s-a alăturat ulterior generalului Charles de Gaulle.
La 09 martie 1945, guvernul de la Vichy, care era încă în funcție, și armata franceză din Indochina a fost atacată de către japonezi. Au fost atacate posturile militare franceze în întreaga Indochina (Vietnam, Laos, Cambodgia). În orașele Hanoi și Langson trupele japoneze au masacrat europenii și trupele annamite, în ciuda promisiunilor făcute, că în caz de capitulare le lasă liberă trecere. Unele unități au fost capabile să scape și să se retragă în China (coloana Alessandri, de exemplu), sau să lupte în junglă (oamenii lui Jedburgh, parașutați să organizeze mișcare de partizani anti-japonez și instruiți de către britanici în India și Birmania, unii dintre acești bărbați mai târziu au reocupat orașele Vientiane și Savanaketh în Laos).
Guvernul american a interzis trupelor sale din China să intervină. Numai generalul Claire Lee Chennault, liderul celebrilor Tigrii zburători a încercat, împotriva ordinelor primite, să ajute trupele în retragere.  
Civilii francezi și "indochinezii" simpatizanți au fost închiși în lagăre de detenție conduse de Kampetai (poliția sau jandarmeria militară japoneză), unii dintre captivi fiind torturați, înfometați și abandonați. La 10 martie 1945 japonezii au proclamat independența Vietnamului, menținerea autorității împăratului Bao Dai cu Pham Quynh șef al guvernului, apoi înlocuirea lui câteva zile mai târziu cu Tran Trong Kim.
Pe de altă parte, în timpul celui de-al doilea război mondial, statul major al Aliaților (SUA), în Asia în 1942 a decis să se separe cele două zone geografice din Indochina în două zone de luptă Nordul putea fi ocupat de către naționaliștii chinezi ai lui Chiang Kai-Shek și sudul de Marea Britanie. Această separare, aprobată apoi de URSS, a fost confirmat de Acordul de la Potsdam.

### Întoarcerea forțelor franceze
La 24 martie 1945, Guvernul provizoriu al Republicii Franceze a declarat dorința de a crea o Federație Indochineză în cadrul Uniunii Franceze. Franța a trimis la începutul anului 1945 trei emisari (Pierre Messmer, Jean Sainteny eși Paul Mus) în Indochina, încă sub controlul administrației guvernului Petain. Parașutat de britanici în Colombo, numai Paul Mus a scăpat la Yunnan, ceilalți doi fiind luați prizonier de japonezi.
La 2 septembrie 1945, Japonia a capitulat. Conferința de la Potsdam a încredințat dezarmarea trupelor japonez în nord Chinei și în sud Regatului Unit al Marii Britanii. Franța trebuia să acționeze rapid pentru a-și reafirma prezența. Generalul Charles de Gaulle, șeful guvernului interimar l-a numit pe amiralul Thierry d'Argenlieu, Înalt Comisar al Franței și comandantul șef pe generalul Philippe Leclerc, comandantul trupelor, cu misiunea de a restabili suveranitatea franceză în Indochina eliberată, dar și a face "ceva nou", adică, prin construirea unei Federații Indochineze independente în cadrul noii Uniuni Franceze. Marinei i s-a dat responsabilitatea transportarea forțelor armate în Indochina, plasate sub comanda generalului Leclerc.

## Războiul

### Campania din1946
Data de 19 decembrie 1946 a marcat debutul Primului Război din Indochina: după bombardarea portului din Haiphong de marina franceză datorită unui conflict de interese cu privire la taxele de import. La 23 noiembrie 1946 flota franceză a început un bombardament naval al orașului, ucigând peste 6.000 civili vietnamezi conform unei surse și peste 2.000 persoane conform alteia.
Vietnamezii nu au intenționat niciodată să renunțe, cum spunea  generalul Võ Nguyên Giáp, care curând a adus 30.000 de oameni pentru a ataca orașul. Deși francezii au fost depășiți numeric, arme lor superioare și sprijinul naval a făcut imposibil orice atac Việt Minh. În decembrie între Việt Minh și francezi au izbucnit lupte și în  Hanoi , Ho Chi Minh a fost forțat să evacueze capitala și să se retragă în  zonele montane izolate. Războiul de gherilă a decurs apoi cu controlul francez a celei mai mari părți a țării, cu excepția zonelor îndepărtate.

### Campania din1947

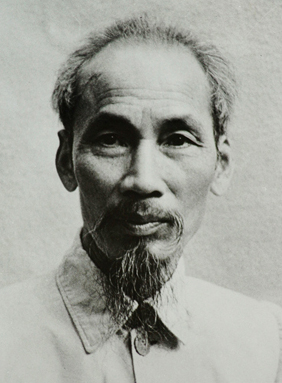
Ho Și Min, președintele Vietnamului de Nord (oct. 1946)

În 1947, generalul Võ Nguyên Giáp și-a mutat comanda la  Tân Trào. Francezii au trimis expediții militare pentru a ataca bazele sale, dar Giap a refuzat să se întâlnească cu aceștia în luptă deschisă. Ori de câte ori trupele franceze apăreau, Việt Minh dispărea. La sfârșitul aceluiași an francezii au lansat Operațiunea Lea pentru a scoate centrul de comunicații Việt Minh de la Bac Kan. Ei într-adevăr nu au reușit să-l captureze pe Ho Chi Minh și locotenenții săi cheie, dar 9000 soldați Viet Minh au fost uciși în timpul campaniei, care a fost o lovitură mare pentru insurgență.